# Titanosoma jurassicum
Titanosoma jurassicum är en mångfotingart som beskrevs av Karl Wilhelm Verhoeff 1910. Titanosoma jurassicum ingår i släktet Titanosoma och familjen spökdubbelfotingar. Inga underarter finns listade i Catalogue of Life.